# Dózsaváros (Veszprém)
A Dózsaváros Veszprém egyik városrésze. Családi házak, régi, falusias utcák jellemzik.

## Története
Veszprém egyik legrégebben lakott területe. Régebben Felsőszegnek és Tizenháromvárosnak is hívták; utóbbi elnevezés a Luxemburgi Zsigmond által Lengyelországnak elzálogosított 13 szepességi városra utal. Területén helyezkedtek el a középkorban a Szentmargitszeg, a Szentkatalinszeg és a Csapószer nevű városrészek. Veszprém domborzati viszonyai miatt Viadukt megépítéséig viszonylag nehezen lehetett megközelíteni a város többi részéről.

## Részei

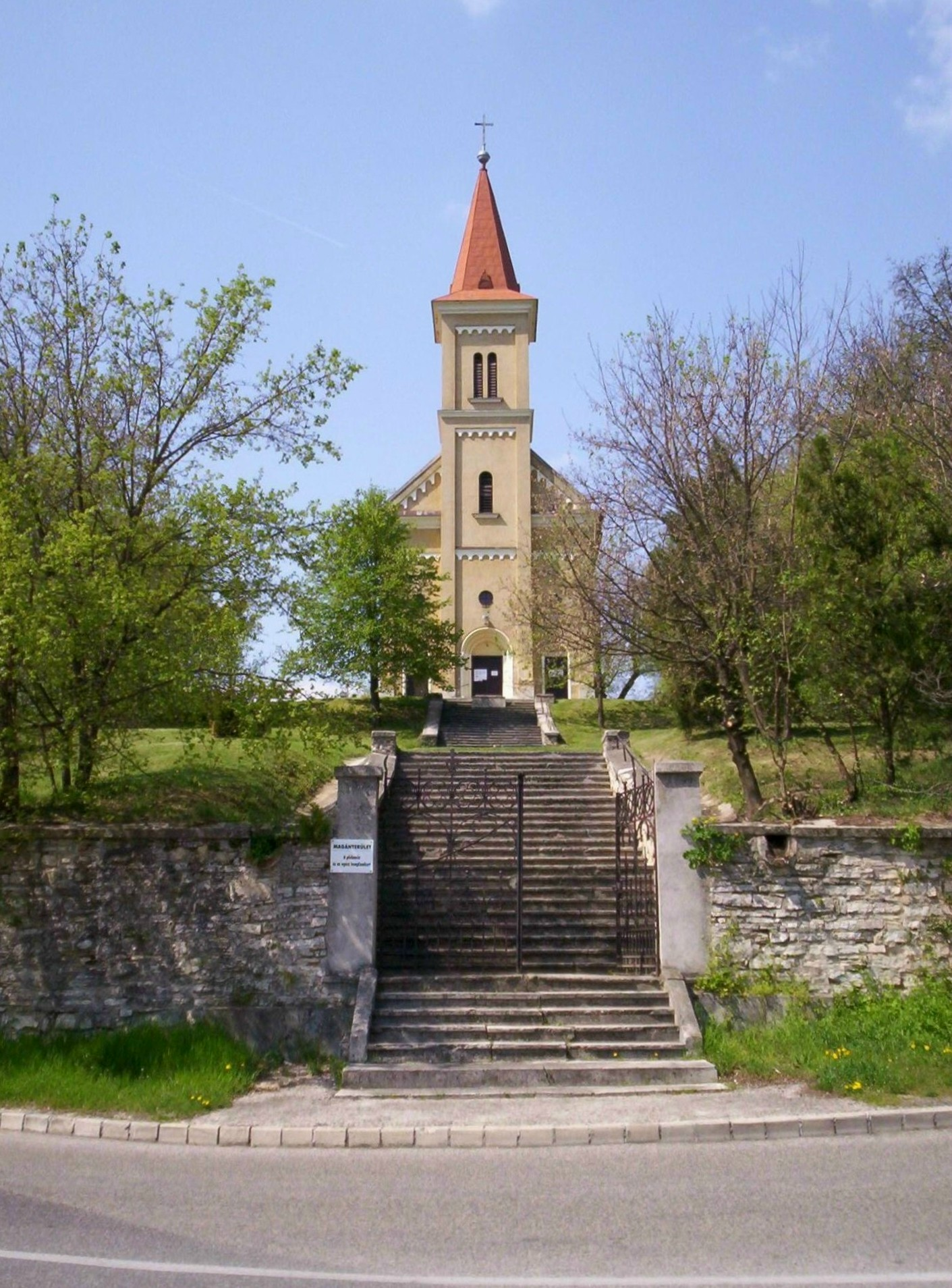
A középkori Szent Margit-egyház helyén épült Szent László-templom (1902)

### Temetőhegy
Nevét a Szent László-templom körüli – mára eltűnt – temetőről kapta. Főbb útvonalai: Pápai út, Táncsics Mihály utca, Szent István út, Csalogány utca. Legdélebbi része középkori eredetű, középső területeit a török kiűzése után, a 18. században telepítették be német jobbágyokkal. Északi részét a második világháború után építették. Többek között az innen kivezető úton lehet megközelíteni Csatárt, Márkót, Herendet. Itt van a Dohnányi Ernő Zeneművészeti Szakközépiskola.

### Pajtakert és Csapószer
Az Aranyos-völgybe vezető lejtőn terülnek el, gyönyörű kilátás nyílik innen a veszprémi várra.

## Látnivalók
- Szent László-templom
- Viadukt
- Margit-romok

## Tömegközlekedés
A következő buszjáratok indulnak ide: 1, 3, 5, 8, 10, 12, 13.